# بنك القاهرة
بنك القاهرة (بالفرنسية: Banque du Caire)، هو مصرف مصري يتخذ من القاهرة مقرا رئيسياً له. من خلال شبكة من 248 فرعاً، و 1640 جهاز صراف آلي منتشرة في جميع أنحاء مصر، يخدم بنك القاهرة قاعدة عملاء ضخمة ومتنوعة تضم أكثر من 3 ملايين عميل.

## تاريخ البنك

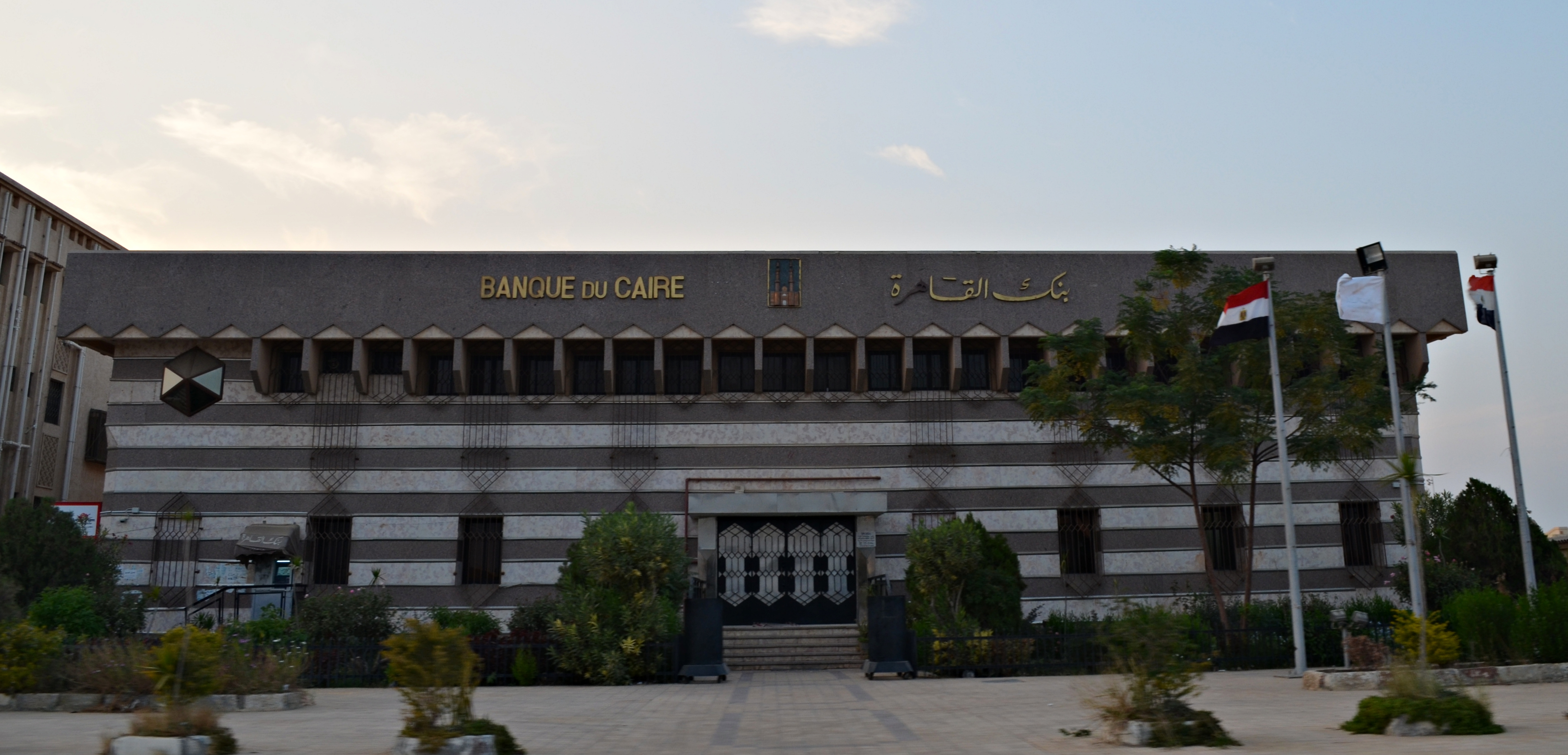
بنك القاهرة، فرع مدينة السادات.

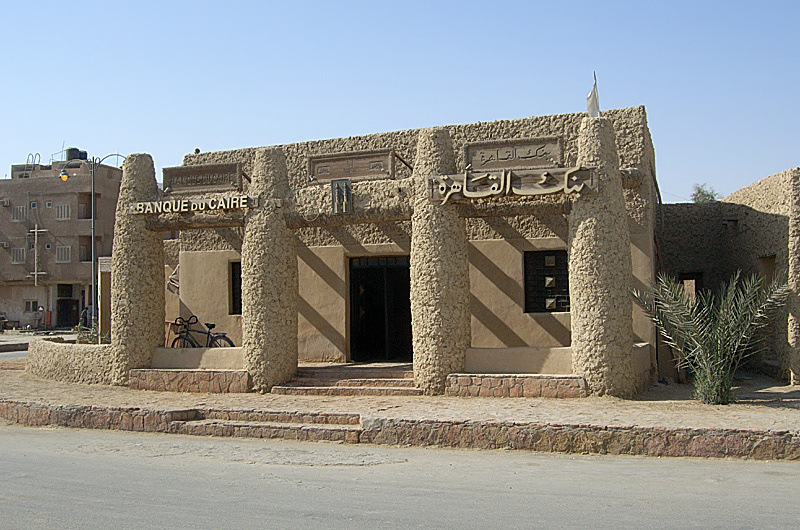
بنك القاهرة، فرع واحة سيوة.

- 1952 - قامت العديد من العائلات الثرية، وعلى رأسها سلالة كاتاوي اليهودية المصرية، وعائلة ساسون المصرفية اليهودية الثرية من حلب بإنشاء بنك القاهرة كبنك خاص.
- 1954 - تم إنشاء فرع في جدة.
- 1956 - وعقب إعلان تأميم قناة السويس كان بنك القاهرة ضمن البنوك المصرية التي قامت بتوفير التمويل اللازم لمحصول القطن أثر امتناع البنوك الأجنبية قي مصر عن تمويل هذا المحصول الاستراتيجى.
- 1957 - قبل الميلاد تولى العمليات المصرية في كريدي ليونيه و (سي إن إي بي). الذي أصبح فيما بعد بنك بي إن بي باريبا، بعد أن أممت الحكومة المصرية جميع البنوك الفرنسية والإنجليزية (وفيما بعد جميع البنوك الأجنبية) في أعقاب أزمة السويس. اعتبر البنك هذه الخطوة علامة فارقة في نموه.[2]
- 1959 - قبل ذلك ، أنشأ البنك فرعًا في كل من دمشق وعمان، ثم لاحقًا فروع في حلب واللاذقية، وكلاهما في سوريا.[3]
- 1960 - تحول فرع بنك القاهرة في عمان، الأردن إلى بنك القاهرة عمان مع احتفاظ بنك القاهرة بنسبة أقلية في البنك (12٪ في عام 1999).
- 1961 - قامت الحكومة المصرية بتأميم بنك القاهرة.
- 1962 - استوعب بنك مصر لبنان فروع بنك القاهرة في لبنان.
- 1963 - قامت الحكومة السورية بتأميم فروع بنك القاهرة هناك، ودمجها في بنك الوحدة العربية.
- 1975 - ساهم بنك القاهرة بفروعه الخمسة في المملكة العربية السعودية لبنك القاهرة السعودي بحصة 40٪، في نفس العام، انضم بنك القاهرة (51٪) إلى بنك باركليز (49٪) لتشكيل بنك القاهرة باركليز الدولي.
- 1977 - انضم بنك القاهرة إلى بنك باريس الوطني لتشكيل بنك القاهرة وباريس.
- 1978 - انضم بنك القاهرة إلى العديد من البنوك الكورية والمستثمرين الآخرين لتأسيس بنك القاهرة الشرق الأقصى. كان بنك التبادل الكوري أكبر مساهم بنسبة 32٪ والبنوك الكورية الأخرى بنسبة 17٪. إمتلك بنك القاهرة نسبة 19٪.
- 1970-80 - افتتحت بنك فرعًا في المنامة في البحرين وأربعة في الإمارات العربية المتحدة، في أبو ظبي ودبي والشارقة ورأس الخيمة
- 1988 - طلب بنك القاهرة السعودي إعادة الرسملة بعد الصعوبات، بما في ذلك المضاربة السابقة غير المصرح بها في المعادن الثمينة من قبل الإدارة العليا. انخفضت حصة بنك القاهرة إلى 20 ٪.
- 1995 - انضم بنك القاهرة إلى بنك الإسكندرية والبنك الأهلي المصري وبنك مصر وكاتو أروماتكس لتأسيس بنك القاهرة أوغندا.
- 1997 - اندماج بنك القاهرة السعودي مع البنك التجاري السعودي المتحد ليشكل البنك السعودي المتحد. انخفضت حصة البنك إلى 9.8 ٪.
- 1999 - أصبحت ملكية بنك القاهرة وباريس بنسبة 76٪ لصالح بنك باريس الوطني و 22٪ لصالح بنك القاهرة. اندماج البنك السعودي المتحد في البنك السعودي الأمريكي. أنشأ بنك القاهرة مكاتب تمثيلية في كييف في أوكرانيا وهراري في زيمبابوي. زاد باركليز حصته في بنك القاهرة باركليز الدولي إلى 60٪ عن طريق شراء 11٪ إضافية من بنك القاهرة.
- 2000 - اشترى باركليز حصة بنك القاهرة في بنك القاهرة باركليز الدولي.
- 2007 - انسحب بنك القاهرة بشكل أساسي من ملكيته في بنك القاهرة عمان، واستحوذ بنك مصر على أسهمه.
- 2009 - بيع خمسة أسهم من بنك القاهرة لشركة مصر للاستثمار وخمسة أخرى لشركة مصر أبو ظبي للاستثمار العقاري.
- 2010 - تم تحويل جميع الأسهم المملوكة لبنك مصر إلى شركة مصر للاستثمار.
- 2018 - إطلاق مشروع تأجير جديد تحت اسم شركة القاهرة للتأجير التمويلي.[4][5]
- 2019 - وافق المصرف المركزي لدولة الإمارات العربية المتحدة على إنشاء مكتب تمثيل لبنك القاهرة في دولة الإمارات العربية المتحدة.[6][7]
- 2023 - أطلق بنك القاهرة منصة تالي المنصة الشاملة لحلول المدفوعات الرقمية في مصر.[8][9]

## وصلات خارجية
- الموقع الرسمي